# Sinfonia N.º 2 (Revutsky)
A sinfonia nº 2 de Levko Revutsky em mi maior existe em duas edições.
A primeira edição da sinfonia foi concluída em 1927 e apresentada no concurso da Sociedade Ucraniana Leontovich por ocasião do 10º aniversário da "Revolução de Outubro". A sinfonia dividiu o primeiro lugar com "Fantasia sobre temas ucranianos", de B. Lyatoshynsky. De acordo com musicólogos, a sinfonia combina tendências como "ucranização" e "europeização", e com o tempo foi reconhecida como a primeira obra nacional no género de sinfonia.
Em 1940, Revutsky executou a segunda edição da sinfonia. Nesta edição, recebeu o Prémio Estatal da URSS em 1941. No pós-guerra, a segunda Sinfonia de Revutsky foi executada na URSS exclusivamente na segunda edição, enquanto a primeira foi considerada perdida por muito tempo. Somente em 2020, a primeira edição da sinfonia foi encontrada nos arquivos da Filarmónica de Lviv. Em 2020, a primeira edição da Sinfonia foi republicada pela editora "Musical Ukraine" e apresentada pela primeira vez após uma longa pausa, em Kiev, em 22 de setembro de 2020.
A sinfonia consiste em três partes. Todas as partes são líricas, diversas em géneros, imagens e humores. O tema principal da primeira parte é a canção de primavera "Oh, primavera, vesnitsa", gravada pelo compositor na sua aldeia natal de Irzhavets.